# Вукадинович, Джордже
Джордже Вукадинович (серб. Ђорђе Вукадиновић; 23 октября 1962, Сомбор) — сербский философ, политолог, журналист и бывший депутат сербского парламента (2016—2020).

## Биография
Родился в 1962 году в Сомборе, САК Воеводина, СР Сербия, СФР Югославия.
В 1987 году окончил Философский факультет в Белграде.
Преподавал философию и логику в гимназии Карловаца.
С 1990 года работает на Философском факультете в Белграде над предметами «Введение в теорию общества» и «Философия политики».
Занимается темами классической и современной немецкой философии, философии истории и политической философии, а также журналистикой в области политической теории.
Опубликовал десятки профессиональных статей и несколько независимых исследований.
Несколько раз он был членом правления Сербского философского общества и участвовал в редактировании профессиональных журналов и публикаций национального и международного значения.
Публикует аналитические статьи в отечественных и зарубежных периодических изданиях.
Постоянный обозреватель «Политики» и «НИН», политический обозреватель РТС, а также нескольких зарубежных телеканалов.
Опубликовал книги «Между двух огней» (Белград, 2007 г.), «От недоброго к нелюбимому» (Белград, 2008 г.) и «Помпей на Балканах» (Белград, 2012 г.).
Является основателем и главным редактором журнала Нова српска политичка мисао.
Занял второе место в списке «Ни один из предложенных ответов» на выборах депутатов Республики Сербия в 2012 году.
С 2016 по 2020 год он был депутатом от коалиции Демократическая партия Сербия —Двери.
21 мая 2022 года Совет национальной безопасности и обороны Украины обвинил Вукадиновича в распространении российской пропаганды.